# Alto Araguaia (ort)
Alto Araguaia är en ort i Brasilien.   Den ligger i kommunen Alto Araguaia och delstaten Mato Grosso, i den centrala delen av landet, 600 km väster om huvudstaden Brasília. Alto Araguaia ligger 672 meter över havet och antalet invånare är 8 780.
Terrängen runt Alto Araguaia är huvudsakligen platt. Alto Araguaia ligger nere i en dal. Runt Alto Araguaia är det mycket glesbefolkat, med 3 invånare per kvadratkilometer.. Det finns inga andra samhällen i närheten.
Omgivningarna runt Alto Araguaia är huvudsakligen savann.